# Карабінери Молдови
Війська карабінерів (рум. Trupele de carabinieri ale Republicii Moldova) є однією з трьох гілок збройних Сил Республіки Молдова. Війська були створені в січні 1992 року на підставі наказу МВС Республіки Молдова, при формуванні Мобільно-оперативного полку карабінерів (вч 1001; командиром був призначений Сергіу Ганя) і Полку супроводу (вч 1002; командиром був призначений Валеріу Чакір).
Війська призначені для забезпечення, спільно з поліцією або самостійно, громадського порядку, захисту прав і свобод громадян, майна власників, запобігання випадкам порушення законів.

## Історія
З 13 березня 1992 року підрозділ карабінерів (вч 1002) в перший раз звертається в регіон збройного конфлікту в Придністров'ї.
31 березня (1992) під час нападу поблизу села Кошница, р-н Дубесарь, героїчно виконують службові завдання в бою плутонерул-ад'ютант Віктор Лаврентов і плутонерул Думитру Роман.
30 травня 1992 року змішаний підрозділ вч 1001 також вирушає в зону збройного конфлікту  (село Голеркань).
29 липня 1992 під час артилерійського обстрілу посту охорони пункту управління Головного штабу — МВС Республіки Молдова був смертельно поранений солдат Ігор Минескурте (вч 1001).
На підставі наказу МВС від 24 серпня 1993 року війська карабінерів починають виконувати завдання з охорони та захисту дипломатичних об'єктів, для чого була сформована вч 1026.
У лютому 1998 року підрозділи військ карабінерів беруть участь у ліквідації наслідків стихійних лих у селі Леушень Гинчештського району.

## Батальйон спеціального призначення «SCORPION»
Батальйон спеціального призначення «SCORPION» є елітним підрозділом Генеральної інспекції карабінерів МВС, віднесеним до сфери запобігання та боротьби з терористичними актами, організованою злочинністю та масовими соціальними заворушеннями.
Батальйон спеціального призначення «SCORPION» має за зону відповідальності всю територію Республіки Молдова і укомплектований особовим складом, підготовленим для виконання спеціальних завдань і обов'язків, відповідно до компетенції.

## Галерея

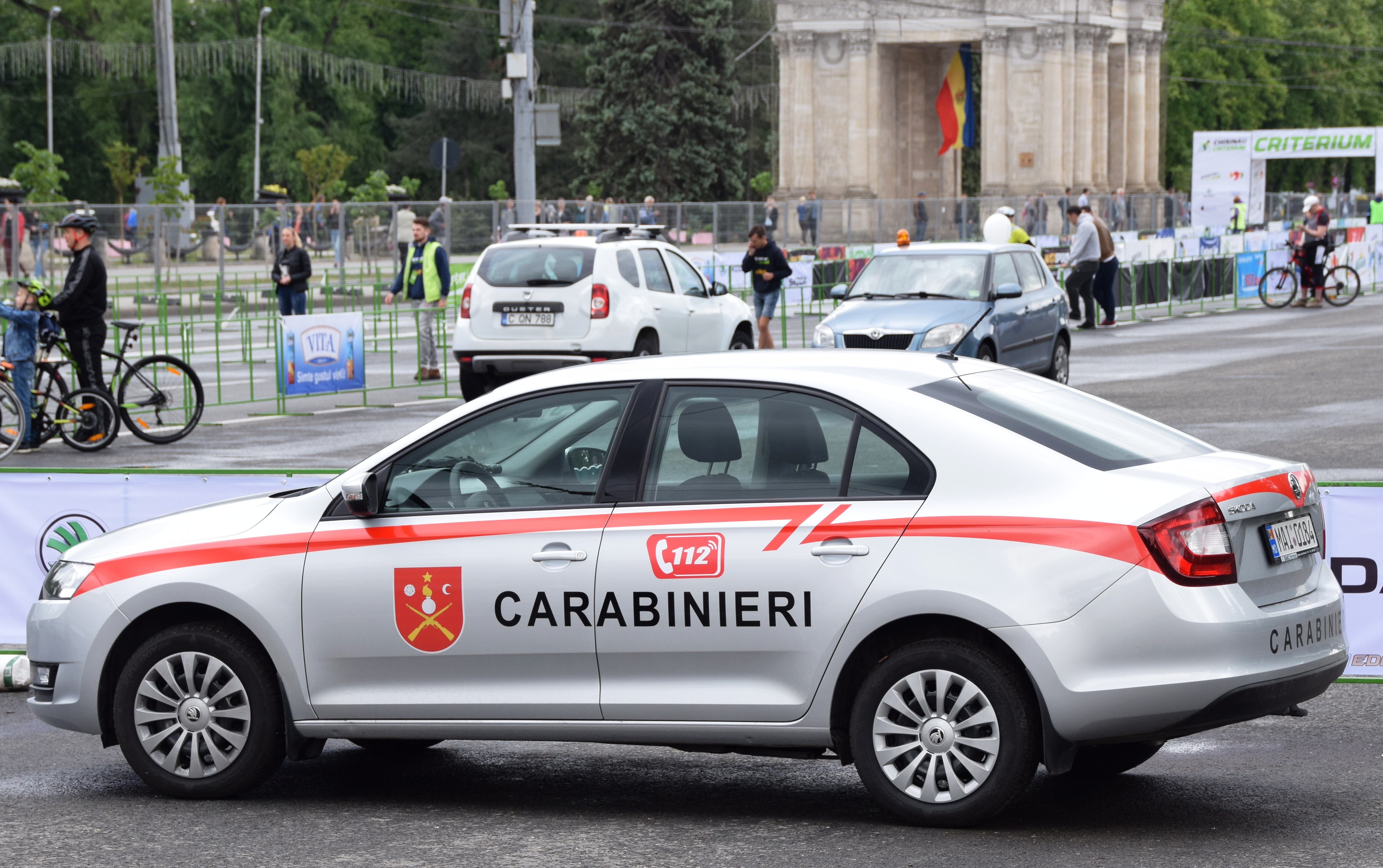
Автомобіль карабінерів